# Cedarville (Ohio)
Cedarville es una villa ubicada en el condado de Greene en el estado estadounidense de Ohio. En el Censo de 2010 tenía una población de 4019 habitantes y una densidad poblacional de 1.171,13 personas por km².

## Geografía
Cedarville se encuentra ubicada en las coordenadas 39°44′54″N 83°48′44″O / 39.74833, -83.81222. Según la Oficina del Censo de los Estados Unidos, Cedarville tiene una superficie total de 3.43 km², de la cual 3.32 km² corresponden a tierra firme y (3.25%) 0.11 km² es agua.

## Demografía
Según el censo de 2010, había 4019 personas residiendo en Cedarville. La densidad de población era de 1.171,13 hab./km². De los 4019 habitantes, Cedarville estaba compuesto por el 94.43% blancos, el 2.26% eran afroamericanos, el 0.1% eran amerindios, el 1.14% eran asiáticos, el 0% eran isleños del Pacífico, el 0.35% eran de otras razas y el 1.72% pertenecían a dos o más razas. Del total de la población el 2.21% eran hispanos o latinos de cualquier raza.